# Incendie de la discothèque República Cromañón
L'incendie de la discothèque República Cromañón s'est produit dans la nuit du 30 au 31 décembre 2004 à Buenos Aires, Argentine, à l'occasion d'un concert du groupe Callejeros. L'incendie a été déclenché par l'utilisation d'engins pyrotechniques dans une salle de concert fermée et a provoqué la mort de 194 personnes, en majorité des adolescents et des jeunes adultes. Les procès qui ont suivi ont entraîné la destitution d'Aníbal Ibarra, chef du gouvernement de la ville de Buenos Aires.

## Contexte
La República Cromañón est une boîte de nuit et une salle de concert ouverte en avril 2004 par l'homme d'affaires Omar Chabán (es). Le 30 décembre, elle accueille un concert du groupe Callejeros, très populaire à ce moment-là. Environ 3 000 personnes se rendent au concert alors que le lieu n'est habilité que pour en recevoir 1 031.

## Déroulement
Des jeunes aux premiers rangs utilisent des feux de Bengale, malgré les mises en garde de Chabán et des membres du groupe. Un de ces engins pyrotechniques atteint le toit de la salle et enflamme la toile. Des gaz toxiques sont produits par la combustion, et la panique gagne lorsque la foule tente de rejoindre les sorties de secours, qui avaient été fermées avec des cadenas et du fil de fer pour éviter les resquilleurs.

## Conséquences
Aníbal Ibarra est démis de ses fonctions en mars 2006 et remplacé par le vice-chef de gouvernement Jorge Telerman.
Omar Chabán est condamné à 20 ans de prison en août 2009. En 2012, la peine est réduite à 10 ans et 9 mois de prison. En 2013, on lui diagnostique la maladie de Hodgkin et la peine de prison est commuée en résidence surveillée. Chabán meurt le 17 novembre 2014.